# ソロモン諸島

ソロモン諸島
Solomon Islands

国の標語：To Lead is to Serve
（英語: 先導こそ貢献）
国歌：God Save Our Solomon Islands（英語）
神よ、我がソロモン諸島を守り給え 

ソロモン諸島（ソロモンしょとう、英: Solomon Islands）は、南太平洋のメラネシアに位置する立憲君主制国家。イギリス連邦の一員にして英連邦王国の一国である。首都はガダルカナル島にあるホニアラ。
オーストラリアの北東、パプアニューギニアの東にある。北にはナウル、東にはツバル、南東にはフィジー、南にはバヌアツがある。地理的にはソロモン諸島に属するブーゲンビル島はパプアニューギニア領である。
6つ主要島からなる人口約70万人、100以上の部族方言をもつ多民族島嶼国。1978年に英国統治から独立後は、国内政治が断続的に不安定だった。特に最多人口かつ親台湾が多いマライタ島（マライタ州）と中央政府のあるガダルカナル島（ガダルカナル州）が反目している。親中派のソガバレ政権による台湾との断交に反発した野党支持者・親台湾派が多いマライタ島出身者らによる退陣要求騒動が2021年11月に起きた。

## 国名
正式名称は、Solomon Islands（ソロモン・アイランズ）。大航海時代の1568年、スペイン人探検家のアルバロ・デ・メンダーニャ・デ・ネイラがガダルカナル島で砂金を発見し、「ソロモンの宝」と名付けたことに由来する。
日本語の表記は、ソロモン諸島。
独立前の旧称はBritish Solomon Islands（英領ソロモン諸島）。

## 歴史
紀元前1000年までにはメラネシア系の住民が定住していた。旧石器時代にサフル大陸から人類が移住してきた南限となっているので、ここを境に、これよりもおおよそ北西にある島々をニアー・オセアニアと呼び、これよりもおおよそ南東にある島々をリモート・オセアニアと呼ぶようになった。その後、1000年間は動きが停滞する。

### 「ソロモン諸島」発見以後

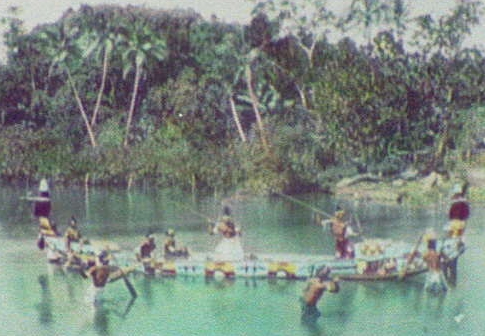
槍を装備したソロモン諸島の戦士達（1895年）

1568年、スペイン人探検家のアルバロ・デ・メンダーニャ・デ・ネイラがヨーロッパ人として初めて渡来。ガダルカナル島で砂金を発見し、これが捜し求めていた古代イスラエルのソロモン王の財宝だと考え「ソロモン諸島」と名付けた。
1893年にイギリス領ソロモン諸島としてイギリスの植民地となり、1900年にはドイツ領ニューギニアの一部だったソロモン諸島の北部もイギリスが獲得した。同年にはコプラ産業も開始。

### 第二次世界大戦
太平洋戦争中の1942年、日本軍に占領されるが、アメリカ軍およびオーストラリア軍とのソロモン諸島の戦いではガダルカナル島が日米の激戦地（ガダルカナル島の戦い）となる。
旧日本軍と連合国軍の戦いは熾烈を極めて、戦後、残された不発弾は100万発以上に及んだ。ソロモン諸島の独立後、国家警察の組織内に不発弾処理局が設置、不発弾の処理が進められ、日本からも自衛隊の防衛政策局や陸上自衛隊武器学校から要員を派遣するなどの支援が行われている。

### イギリスからの独立以後
1976年に自治権を獲得し、2年後の1978年に、イギリス連邦加盟国かつ英連邦王国として独立した。
1983年に中華民国(台湾)と国交樹立。以降から2019年の断交まで多額の支援を受ける。
1986年にサイクロンに襲われ、大被害を受ける。
2000年6月、ガダルカナル島では、隣のマライタ島からの移住者が増加し、原住部族と移住部族間で土地の領有をめぐって武力による対立が継続し、市民社会の治安が脅かされた。この事態に対し、自国の警察だけで対応できなくなった政府は、2003年7月、太平洋諸島フォーラムに対し多国籍軍の派遣を要請した。オーストラリアとニュージーランドの軍と警察が約2200人が出動し、治安の回復が図られた。
現在の課題は、財政赤字、森林破壊およびマラリア対策である。
2006年4月、首都ホニアラで反政府運動が勃発して、チャイナ・タウンが集中して襲撃された。
2007年4月2日、地震が発生した。津波被害が顕著で同国政府は、3日、50人以上の死者が出たと発表した（en:2007 Solomon Islands earthquake）。
2013年2月6日、サンタクルーズ諸島付近でマグニチュード8.0の地震が発生した（ソロモン諸島沖地震 (2013年)）。

### 政府の親中化以後
2019年4月3日、国会選挙が行われて50人の国会議員が確定。同月24日、議員の投票によりソガバレが再び首相に就任した。マナセ・ソガバレは首相に再就任後に、対外関係の全面見直しを表明した。同年9月16日、中華人民共和国と国交を樹立し、1983年以降から国家承認していた台湾（中華民国）と断交することを発表した。
アメリカは、台湾との国交を継続するよう働きかけていたが裏切られた形となり、直後にアメリカ合衆国副大統領マイク・ペンスがソガバレ首相との会談をキャンセルするなど大きなしこりを残すこととなった。
2021年11月24日、台湾と断交による中国との関係強化・首相の公約が果たされていないことに不満を持つマライタ州の住民や野党支持者を中心とした国民により、マナセ・ソガバレ首相の退陣を求めるデモが発生。デモ隊は1000人以上に膨れ上がり、一部は国会に侵入しようとするなど混乱が広がったため、政府は首都ホニアラに外出禁止令を発令した。デモは翌25日にも発生して暴動に発展。中国人が経営する商店などが襲撃されて略奪・放火が行われた。混乱を受けて中国政府は重大な懸念を表明。オーストラリア政府は警察や軍人など66人を派遣することを決定した。

#### 中国との安全保障協定・関係強化
2021年12月23日、ソロモン諸島は暴動再発防止のため中国から警察関係者と装備品の受け入れに合意した。その一環として2022年11月4日、中国からソロモン諸島警察に対し、放水車が寄贈されている。二国間の協定により中国の警察官は2025年まで駐留する。
2022年4月19日に中国と安全保障協定を締結したが、中国に船舶の寄港を認め、中国軍・中国警察派遣要請できることとなった。
2022年8月、アメリカは日本が主催する慰霊祭出席のためシャーマン国務副長官をソロモン諸島に派遣。ソガバレ首相と会談を行い両国関係の維持を確認した。
しかし、同月、ソロモン諸島はアメリカ沿岸警備隊の巡視船の寄港と補給を拒否する出来事が発生した。
アメリカはその後も、中国に対抗してソロモン諸島など南太平洋への関与を再拡大する政策を継続しており、1993年に閉鎖した在ソロモン諸島大使館を2023年2月1日に再開した。
2023年4月には、中華人民共和国と「包括的戦略パートナーシップ」に向けた関係強化の一環として治安維持で協力する協定を締結した。
2023年9月23日、国連総会に出席したマナセ・ソガバレ首相は、福島第一原子力発電所の処理水の海洋放出を非難する演説を行い、緊密な関係を築いてきた中国に同調する姿勢を示した。
2023年11月にソロモン諸島で開催される2023 パシフィックゲームズのメイン会場も中国の援助により実現した。華為技術による約160基の電波塔建設や、中国企業と「1億ドル規模」の港湾改良事業を立て続けに実現させている。長年国交が続いた台湾の援助で建設された施設も多いが、台湾の援助で建設されたことを示すプレートや記念碑が相次いで撤去されるなど、台湾との関係は過去のものとなりつつある。

## 政治

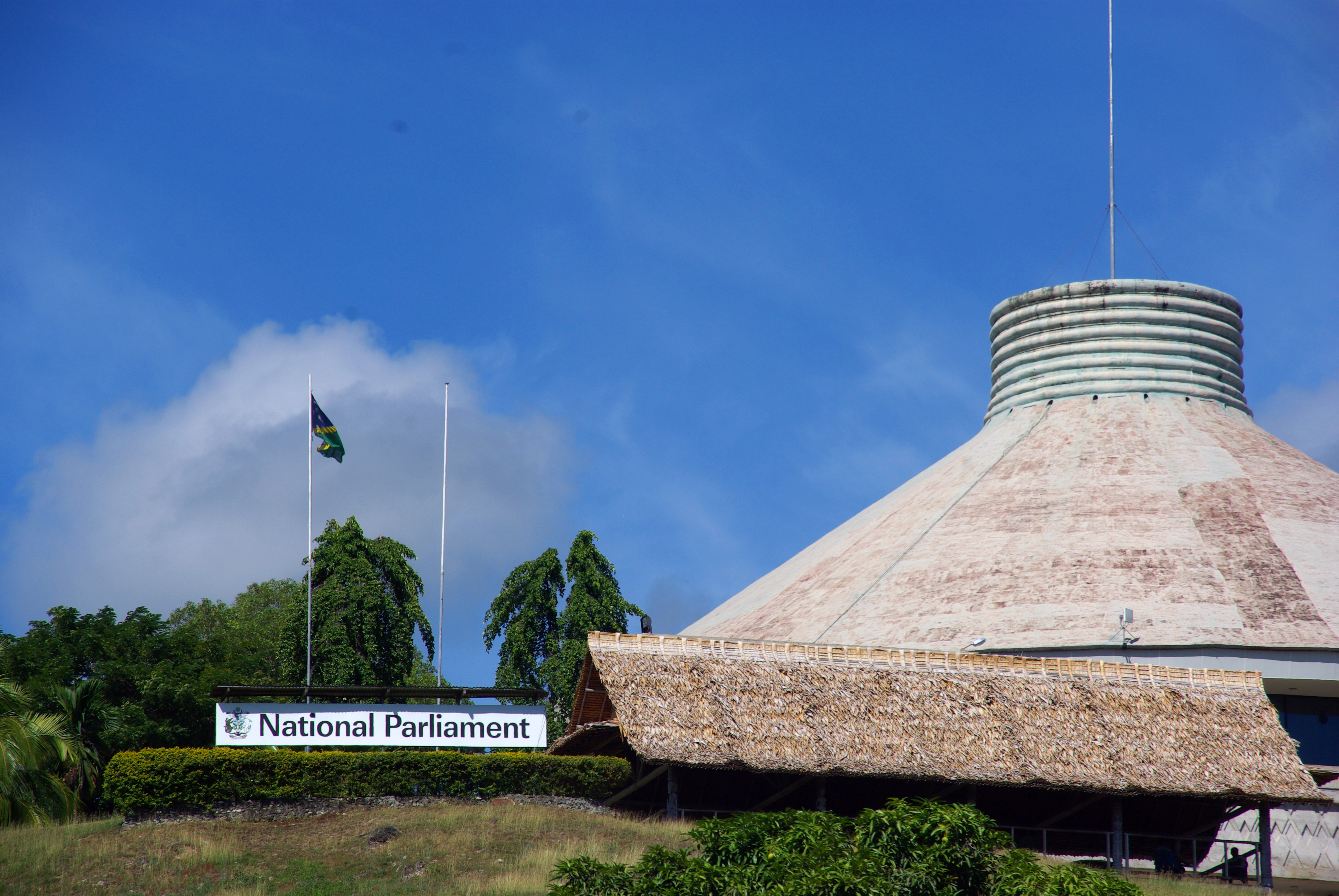
国会議事堂

英連邦王国の一つであるため、国家元首であるソロモン諸島国王は、イギリスの君主が兼ね（現在はチャールズ3世）、国王権限は総督が代行する。総督は任期5年で、議会の決定に従い、国王が任命する。
行政府の長は首相である。議会によって議員の選挙後に第1党の党首が選出されるのが慣例である。内閣は20人の閣僚によって構成される。閣僚は議員の中から、首相の助言に従い、総督が任命する。

### ソロモン諸島議会
国会（国民議会）は一院制。全50議席。議員は任期4年で、小選挙区制選挙で選出される。前回の総選挙は2024年4月17日に行われた。政党別獲得議席数は以下の通り。
- OUR党 (OUR party) 15

議会構成

- ソロモン諸島民主党 (Solomon Islands Democratic Party) 11
- ソロモン諸島統一党 (Solomon Islands United Party) 6
- 人民第一党 (People First Party) 3
- カデレ党 (Kadere Party) 1
- ソロモン諸島地方前進党 (Solomon Islands Party for Rural Advancement) 1
- 変革のためのウミ党 (Umi for Change Party) 1
- 民主連合党 (Democratic Alliance Party) 1
- 無所属 11

## 州

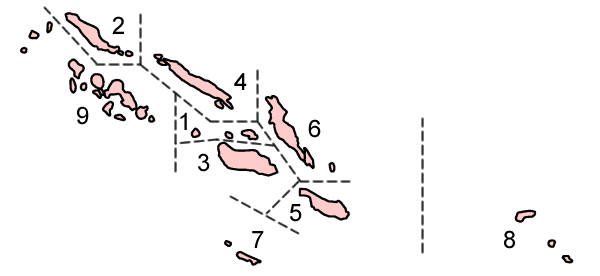
ソロモン諸島の州（左記の番号に対応）

独立時は4州であったが、現在は9州および首都区域に分かれる。
1. 中央州 (Central)
2. チョイスル州 (Choiseul)
3. ガダルカナル州 (Guadalcanal)
4. イサベル州 (Isabel)
5. マキラ・ウラワ州 (Makira-Ulawa)
6. マライタ州 (Malaita)-ソロモン諸島で最多人口。親台湾派が多い[3][4]。
7. レンネル・ベローナ州 (Rennell/Bellona)
8. テモツ州 (Temotu)
9. 西部州 (Western)
10. 首都区域ホニアラ (Honiara) - ガダルカナル州にあるソロモン諸島の首都[3]

## 地理
南西太平洋のニューギニア東方の100余の島々で構成している島嶼国家。主な島々は首都ホニアラが位置するガダルカナル島などがあるニュージョージア諸島とサンタクルーズ諸島である。険しい火山島と熱帯雨林に覆われている。最高峰はガダルカナル島のポポマナセウ山（2440m）である。

### 環境
1951年以降、ソロモン諸島では10年毎に0.15度ずつ気温が上昇していると言われている。
地球温暖化に伴う海面上昇と海岸浸食の結果、ソロモン諸島の一部の島が消失したり、海岸線が後退したりして強制移住が発生している場所もある。

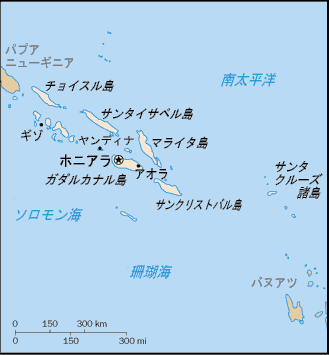
ソロモン諸島

### 主な島
- ガダルカナル島
- チョイスル島
- サンタイサベル島
- マライタ島
- マキラ島（サンクリストバル島）
- ニュージョージア諸島
  - ベララベラ島
  - コロンバンガラ島
  - ニュージョージア島
  - レンドバ島
  - バングヌ島
- ラッセル諸島
- フロリダ諸島
- マラマシケ島
- レンネル島
- サンタクルーズ諸島
  - ウトゥプア島（英語版）
  - ヴァニコロ島（英語版）
- ショートランド諸島

ブーゲンビル島は地理的にはソロモン諸島に属し同諸島内で最大の島であるが、パプア・ニューギニアの領土となっている。

## 経済

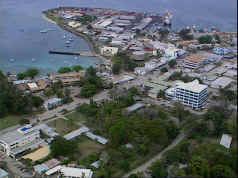
首都ホニアラ

ソロモン諸島の一人当たりGDPは600米ドルで、後発開発途上国のひとつと位置づけられている。労働力の75%以上が自給自足の農業や漁業に従事しており、大部分の工業製品や石油製品は輸入に依存している。島の土地のうち農業に使用されているのはわずか3.9%で、78.1%が森林に覆われており、森林被覆率で世界103位にランクされている。
ソロモン諸島政府は2002年には財政破綻状態に陥ったが、2003年のRAMSI（ソロモン諸島への地域協力ミッション）による支援以降、予算の立て直しを行ってきた。主な援助国はオーストラリアニュージーランド、欧州連合（EU）、日本、台湾である。

### 通貨
ソロモン諸島で使用される通貨として、ソロモン諸島ドル（ISO 4217コード：SBD）は1977年に導入され、オーストラリア・ドルと等価で設定された。通貨記号は「SI$」で、他のドル通貨と混同の恐れがない場合は「SI」を省略する（「$」）こともある。1ソロモン諸島ドル＝100セントである。
一部の州では、伝統的・儀礼的な目的で地元の貝貨が依然として重要な役割を果たしており、遠隔地では実際の取引手段としても使われている。貝貨は太平洋諸島において広く用いられてきた伝統的通貨であり、ソロモン諸島では主にマライタ島やガダルカナル島で製造されているが、ホニアラ中央市場など他の場所でも購入可能である。また遠隔地では貨幣ではなく物々交換が一般的に行われている。

### 輸出
熱帯材がソロモン諸島の主要な輸出品だったが、1998年に起こった世界的な木材価格の急落により主力輸出品の地位を失った。2000年6月には、パーム油と金の輸出が停止され、木材の輸出量も減少した。
ソロモン諸島の裁判所は、営利目的での生きたイルカの輸出を再び承認しており、最近ではアラブ首長国連邦のドバイへの輸出が行われた。この慣行は、2004年にメキシコへの28頭のイルカ輸出に対する世論の反発を受け、政府により一時停止されていた。この再開に対しては、オーストラリアやニュージーランド、複数の自然保護団体から批判が寄せられた。
2022年時点では、粗材（加工されていない木材）が輸出の約3分の2を占めており、その輸出額は25億ソロモン諸島ドル（約3億800万米ドル）である。

### 農業
2017年、ソロモン諸島では317,682トンのココナッツが収穫され、世界で第18位のココナッツ生産国となった。輸出品のうち24%がコプラに相当する。カカオ豆は主にガダルカナル島、マキラ島、マライタ島で栽培されており、2017年の収穫量は4,940トンで、世界第27位のカカオ生産国であった。ただし、ココナッツやカカオの木が老木化していることが、生産量や輸出の成長の妨げとなっている。また、2017年には285,721トンのパーム油が生産され、世界で第24位のパーム油生産国となった。
一方、国内市場向けには、輸出には至らないものの多くの家庭がタロイモ（2017年：45,901トン）、米（2,789トン）、ヤムイモ（44,940トン）、バナナ（313トン）などを栽培している。さらに、タバコ（118トン）や香辛料（217トン）も生産されている。

### 鉱業
1998年、ガダルカナル島のゴールドリッジ鉱山で金の採掘が開始した。他の地域でも鉱物資源の探査が続けられている。ソロモン諸島には鉛、亜鉛、ニッケル、金などの未開発の鉱物資源が豊富に存在していると考えられている。2006年の暴動を受けて閉鎖されたゴールドリッジ鉱山については、再開に向けた交渉が進行中である。
また、レンネル島のボーキサイト鉱山は2011年から2021年まで操業していたが、複数回の流出事故により深刻な環境被害を残し、さらにはこの鉱山運営会社が多額の税金とロイヤリティを未払いであるという疑惑も報道されている。

### 漁業
ソロモン諸島の漁業は、輸出および国内経済の発展における有望な分野でもある。かつて、日本の大洋漁業（現マルハニチロ）との合弁企業であるソロモン・タイヨーが国内唯一の魚の缶詰工場を運営していたが、2000年中頃、民族間の衝突の影響で操業を停止した。その後、工場は地元経営により再開されたが、マグロの輸出は再開されていない。

### 観光
2017年にソロモン諸島を訪れた観光客は26,000人にとどまり、世界でも訪問者数が非常に少ない国のひとつとなっていた。ソロモン諸島政府は、2019年末までに観光客数を30,000人に、2025年末までには年間60,000人に増加させる目標を掲げていた。しかし2019年の訪問者数は28,900人にとどまり、2020年には4,400人と、COVID-19パンデミックの影響で大きく減少した。2023年には観光客数は回復し25,996人がソロモン諸島を訪れた。

### エネルギー関連
ソロモン諸島では、再生可能エネルギーの導入を支援する取り組みが推進されている。南太平洋応用地球科学委員会（SOPAC）に所属する再生可能エネルギー開発者のチームが、再生可能エネルギー・省エネルギーパートナーシップ（REEEP）の資金提供を受けて、地域コミュニティが太陽光、水力、風力などの再生可能エネルギーにアクセスできる仕組みを開発した。このスキームの特徴は、住民が高額な現金を負担しなくても利用できることである。たとえば、太陽光ランタンの購入代金を現金で支払えない島民は、農作物などの「現物払い」で代替することが可能である。

## 国民

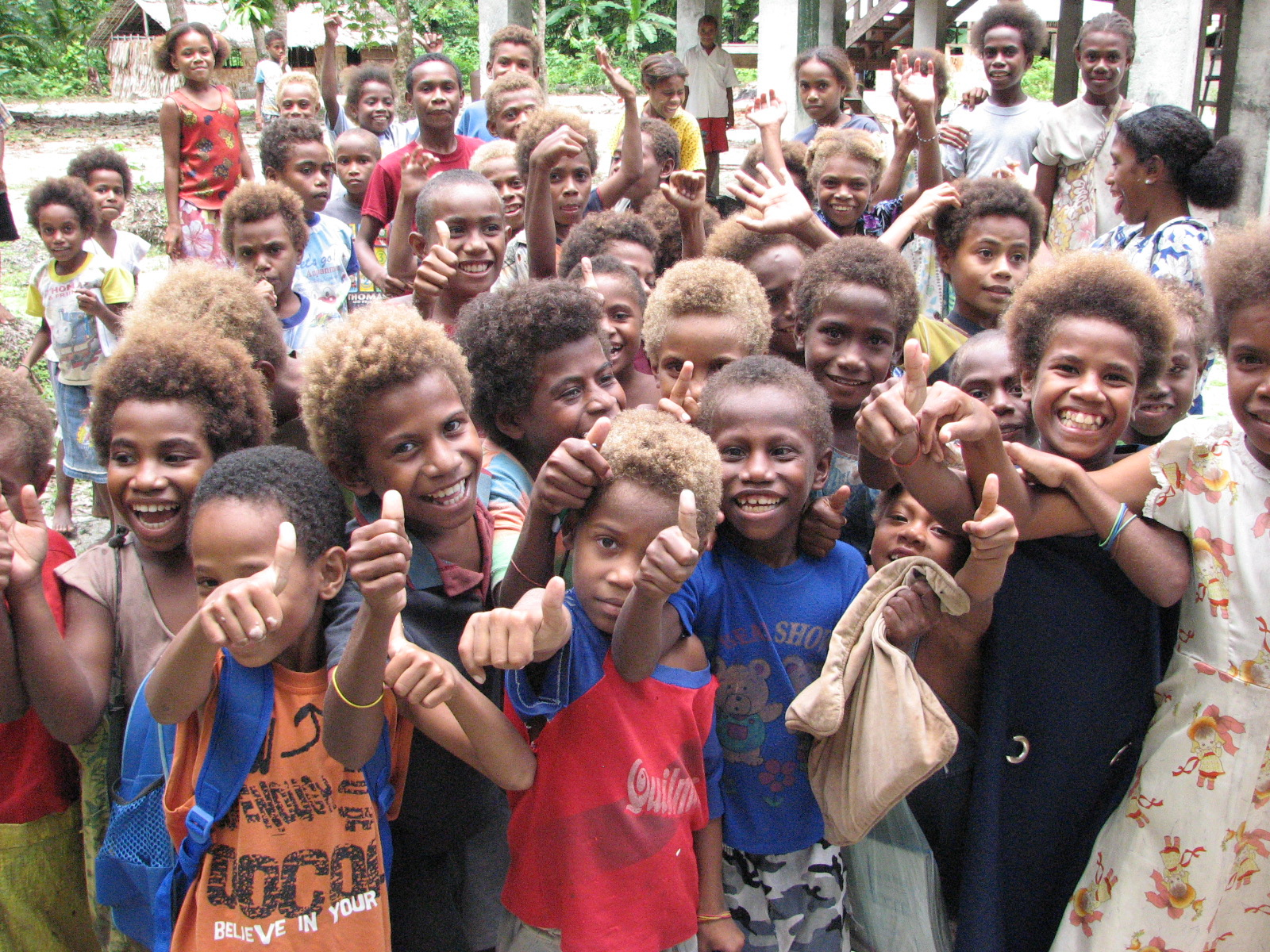
ソロモン諸島の子供たち

### 民族
人種の構成は、メラネシアン 93%、ポリネシアン 4%、ミクロネシアン 1.5%、ヨーロッパ人 0.8%、華人 0.3%、その他 0.4%。

### 言語

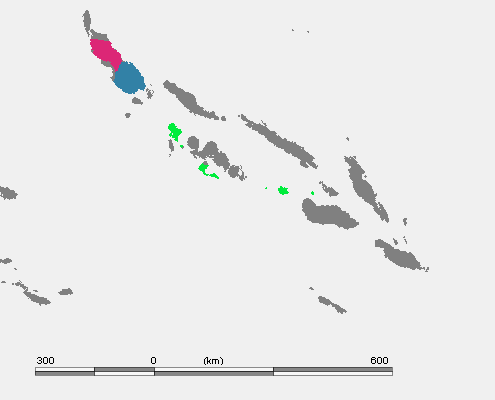
ブーゲンビル島、ソロモン諸島の言語分布。
赤：北ブーゲンヴィル語族、青：南ブーゲンヴィル語族、緑：中央ソロモン語族、灰色：オーストロネシア語族

公用語は英語であるが、母語とする人は全人口の1から2パーセントにすぎず、現地語と英語とが混ざって形成されたピジン言語が部族間の共通語となっている。国内全域では、オーストロネシア語族、パプア諸語（中央ソロモン語族）など約120の固有の言語が存在する。

### 宗教
約96%がキリスト教徒（英国国教会 45%、カトリック教会 18%、United (Methodist/Presbyterian) 12%、バプティスト 9%、セブンスデー・アドベンチスト教会 7%、その他のプロテスタント 5%）。他の約4%は、地域固有の精霊信仰。

## 生物
ソロモン諸島には、固有種・固有亜種を含め、様々な生物が生息している。しかし、密猟や戦争行動、人間によって持ち込まれた外来種の影響で、絶滅あるいは絶滅の危機に瀕している種もある。

## 交通

### 航空
ソロモン航空、フィジー・エアウェイズ、ヴァージン・オーストラリア、バヌアツ航空、ニューギニア航空がオーストラリア（ブリスベン、シドニー）、フィジー（ナンディ）、バヌアツ（ポートヴィラ）、パプア・ニューギニア（ポートモレスビー）からホニアラ国際空港への直行便を就航しており、国内ではすべての州にある20ヶ所の空港を接続し航空網を形成している。2019年には観光需要を促進するため、ブリスベンからムンダへも就航した。
多くの国内空港は芝生で未舗装、短距離の滑走路もあり小型機での運航となっており、比較的高額である。
- ホニアラ国際空港：首都ホニアラの東12kmにある国際空港。IATAコードはHIR、ICAOコードはAGGH。2,200mの滑走路があり、第二次世界大戦中に日本海軍によって建設され、その後占領したアメリカ軍によりヘンダーソン飛行場と呼ばれ、本飛行基地を巡って日米両軍が熾烈なガダルカナル島の戦いを繰り広げた。2000年代にホニアラ国際空港に改称された。

### 道路
ソロモン諸島では鉄道は無く、陸地内では道路網が運輸の中心である。最も重要なルートは、首都ホニアラからガダルカナル島西部へガダルカナル州ランビ（58km）、東部へはアオラ（75km）に接続する道路である。バスは運行しているが決まった時刻表で運行しているものはあまりない。ホニアラにバスターミナルはないが、幹線道路のメンダナ・アヴェニューでは多くのバスが運行している。

### フェリー
大きな島にはホニアラからフェリーで行くことが出来る。ホニアラから中央州のツラギ島を経由しマライタ島のアウキへは高速カタマラン船が毎日就航している。

## 文化

### 世界遺産

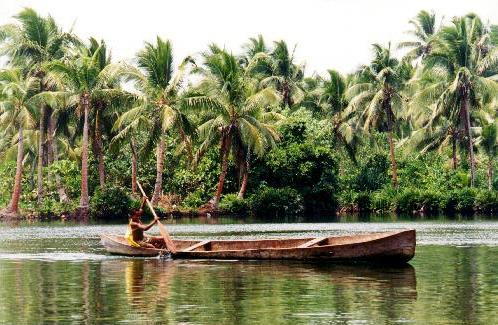
世界遺産の東レンネル

ソロモン諸島には、ユネスコの世界遺産リストに登録された自然遺産が1件ある（詳細は「東レンネル」を参照）。

### スポーツ
ソロモン諸島ではサッカーが最も人気のスポーツとなっており、2003年にサッカーリーグのソロモン諸島・Sリーグが創設された。ソロモン諸島サッカー連盟によって構成されるサッカーソロモン諸島代表は、これまでFIFAワールドカップには未出場である。しかしOFCネイションズカップには7度出場しており、2004年大会では準優勝に輝いている。

### 祝祭日
| 日付            | 日本語表記       | 現地語表記       | 備考                    |
| --------------- | ---------------- | ---------------- | ----------------------- |
| 1月1日          | 元日             | New Year's Day   |                         |
| 移動祝祭日      | 聖金曜日         | Good Friday      |                         |
| 移動祝祭日      | 復活祭の翌日     | Easter Monday    |                         |
| 移動祝祭日      | 聖霊降臨祭の翌日 | Whitmonday       |                         |
| 移動祝祭日      | 国王公式誕生日   | Queen's Birthday | 6月14日に最も近い金曜日 |
| 7月7日          | 独立記念日       | Independence Day |                         |
| 12月25日 & 26日 | クリスマス       | Christmas Days   |                         |

### メディア

#### 新聞
ソロモン諸島にはソロモン・スターなどの日刊新聞、ソロモンタイムズ・オンラインなどのオンライン新聞、ソロモンズ・ボイス、ソロモン・タイムズなどの週刊新聞、アグリカルサ・ニウス、シチズンズ・プレスなどの月刊紙がある。

#### ラジオ
ソロモン諸島では言語の違いや識字率、地域によってはテレビの電波が届かないなどの要因もあり、ラジオが最も影響力のあるメディアとなっている。ソロモン諸島放送協会（Solomon Islands Broadcasting Corporation、SIBC）は、全国放送のラジオ・ハッピーアイルズ（Radio Happy Isles）やワントクFM（Wantok FM）、ローカル放送のラジオ・ハッピーラグーンなどの公共放送事業を運営している。民放としては、Z FM、PAOA FM、コミュニティ放送のゴールド・リッジFMがある。

#### テレビ
ソロモン諸島全土をカバーするテレビ放送はまだないが、首都ホニアラ及び9州のうち4州の都市部において放送が行なわれている。衛星放送は全土で受信可能である。ホニアラでは、ソロモン・テレコム傘下のテレコム・テレビジョン（Telekom Television Ltd、TTV）による地上波デジタルHD放送、アナログ放送、インターネットテレビなどの放送があり、国内放送コンテンツやABC AustraliaやBBCワールドニュース、NHKなどの国際放送の配信を行なっている。インターネットサービスプロバイダSATSOLによる有料デジタルTVサービスを契約することも出来る。

#### インターネット、携帯電話など
ソロモン諸島では、2022年初頭にインターネットユーザーが229,500人であった。2019年国勢調査では12歳以上の225,945人が携帯電話を所有していると発表されている。